# Hyloscirtus ptychodactylus
Hyloscirtus ptychodactylus är en groddjursart som först beskrevs av William Edward Duellman och Hillis 1990.  Hyloscirtus ptychodactylus ingår i släktet Hyloscirtus och familjen lövgrodor. IUCN kategoriserar arten globalt som akut hotad. Inga underarter finns listade i Catalogue of Life.